# GoTo (Unternehmen)
GoTo ist eine indonesische Holdinggesellschaft, welche in den Bereichen Onlinehandel, Ridesharing, Lieferdienste und Finanzdienstleistungen aktiv ist. Das Unternehmen entstand 2021 durch eine Fusion zwischen Gojek und Tokopedia. Es war das wertvollste Startup in Indonesien und hat einen geschätzten Wert von ca. 30 Milliarden US-Dollar. Es hatte 2020 etwa  einen Anteil von 2 % am gesamten BIP des Landes. GoTo hat 100 Millionen monatlich aktive Nutzer, mehr als 11 Millionen Händler und über 2 Millionen Fahrer in seinem Ökosystem (Stand 2021). Das Unternehmen betreibt eine sogenannte Superapp, welche verschiedene Dienstleistungen und Angebote kombiniert, darunter Mobilität, Zahlung und Onlinehandel. Neben dem Hauptmarkt Indonesien sind die Dienste von GoTo auch in anderen Ländern der ASEAN verfügbar.

## Geschichte
Gojek wurde 2010 als Callcenter zur Vermittlung von Kurierfahrten gegründet. Gojek wurde von Nadiem Makarim und Michaelangelo Moran mitbegründet. Nadiem, ein gebürtiger Indonesier, hat Abschlüsse der Brown University und der Harvard Business School und arbeitete für McKinsey & Company. Gojek expandierte später in Zahlungsdienstleistungen, Lebensmittellieferungen und weitere Dienstleistungen. Tokopedia wurde im Jahr 2009 von William Tanuwijaya und Leontinus Alpha Edison als E-Commerce-Plattform gegründet. Bis 2019 konnte Tokopedia zum erfolgreichsten Onlinehändler des Landes aufsteigen, mit einem Marktanteil von 25 Prozent am gesamten Onlinehandel in Indonesien.
Im Jahr 2015 begannen die beiden Unternehmen eine Partnerschaft, bei der Gojek-Fahrer die Produkte von Tokopedia ausliefern. Am 17. Mai 2021 gaben Tokopedia und Gojek den Abschluss ihrer Fusion bekannt und gründeten eine neue Holdinggesellschaft namens GoTo. Für 2022 plant das Unternehmen einen Börsengang in Indonesien und den Vereinigten Staaten. Im April 2022 nahm GoTo eine Milliarde US-Dollar bei seinem Börsengang an der Indonesia Stock Exchange ein und wurde damit zu einer Aktiengesellschaft.

## Investoren
Die Unternehmen Gojek und Tokopedia konnten früh prominente Investoren gewinnen, darunter Staatsfonds, Risikokapitalgeber und Technologieunternehmen. Zu diesen zählt die Abu Dhabi Investment Authority, Temasek Holdings, Softbank, JD.com, Meituan, Alibaba Group, Tencent, Google, Meta Platforms, PayPal, Visa Inc. und Sequoia Capital.